# Nuoto ai Giochi della XXXI Olimpiade - 200 metri farfalla femminili
La gara dei 200 metri farfalla femminili dei Giochi della XXXI Olimpiade si è svolta il 9 e il 10 agosto 2016.

## Record
Prima della competizione, i record olimpici e mondiali erano i seguenti:
| Record mondiale | 2'01"81 | Liu Zige Cina     | 21 ottobre 2009 Jinan, Cina       |
| Record olimpico | 2'04"06 | Jiao Liuyang Cina | 1 agosto 2012 Londra, Regno Unito |

## Risultati

### Batterie
| Posizione | Batteria | Corsia | Nome               | Nazionalità   | Tempo   | Note |
| --------- | -------- | ------ | ------------------ | ------------- | ------- | ---- |
| 1         | 4        | 5      | Mireia Belmonte    | Spagna        | 2:06.64 | Q    |
| 2         | 3        | 5      | Cammile Adams      | Stati Uniti   | 2:06.67 | Q    |
| 2         | 4        | 2      | Hali Flickinger    | Stati Uniti   | 2:06.67 | Q    |
| 4         | 4        | 6      | Liliána Szilágyi   | Ungheria      | 2:06.99 | Q    |
| 5         | 4        | 4      | Madeline Groves    | Australia     | 2:07.22 | Q    |
| 6         | 2        | 3      | Suzuka Hasegawa    | Giappone      | 2:07.35 | Q    |
| 7         | 3        | 4      | Natsumi Hoshi      | Giappone      | 2:07.37 | Q    |
| 8         | 2        | 5      | Zhang Yufei        | Cina          | 2:07.55 | Q    |
| 9         | 2        | 4      | Franziska Hentke   | Germania      | 2:07.59 | Q    |
| 10        | 3        | 3      | Brianna Throssell  | Australia     | 2:07.76 | Q    |
| 11        | 4        | 1      | Martina van Berkel | Svizzera      | 2:08.00 | Q    |
| 12        | 4        | 3      | Zhou Yilin         | Cina          | 2:08.21 | Q    |
| 13        | 2        | 7      | An Se-hyeon        | Corea del Sud | 2:08.42 | Q    |
| 14        | 3        | 1      | Anja Klinar        | Slovenia      | 2:08.43 | Q    |
| 15        | 2        | 6      | Alessia Polieri    | Italia        | 2:08.95 | Q    |
| 16        | 2        | 2      | Audrey Lacroix     | Canada        | 2:09.21 | Q    |
| 17        | 4        | 8      | Stefania Pirozzi   | Italia        | 2:09.40 |      |
| 18        | 3        | 7      | Lara Grangeon      | Francia       | 2:09.69 |      |
| 19        | 2        | 1      | Aimee Willmott     | Regno Unito   | 2:09.71 |      |
| 20        | 3        | 2      | Judit Ignacio      | Spagna        | 2:09.82 |      |
| 21        | 4        | 7      | Park Jin-young     | Corea del Sud | 2:09.99 |      |
| 22        | 1        | 5      | Nida Eliz Üstündağ | Turchia       | 2:10.02 |      |
| 23        | 2        | 8      | Andreína Pinto     | Venezuela     | 2:10.60 |      |
| 24        | 3        | 8      | Joanna Maranhão    | Brasile       | 2:10.69 |      |
| 25        | 1        | 4      | Helena Gasson      | Nuova Zelanda | 2:12.18 |      |
| 26        | 1        | 3      | Virginia Bardach   | Argentina     | 2:13.58 |      |
| 27        | 1        | 6      | María Far Núñez    | Panama        | 2:23.89 |      |
|           |          |        | Katinka Hosszú     | Ungheria      | DNS     |      |

### Semifinali
| Posizione | Semifinale | Corsia | Nome               | Nazionalità   | Tempo   | Note |
| --------- | ---------- | ------ | ------------------ | ------------- | ------- | ---- |
| 1         | 2          | 3      | Madeline Groves    | Australia     | 2:05.66 | Q    |
| 2         | 2          | 4      | Mireia Belmonte    | Spagna        | 2:06.06 | Q    |
| 3         | 1          | 7      | Zhou Yilin         | Cina          | 2:06.52 | Q    |
| 4         | 2          | 6      | Natsumi Hoshi      | Giappone      | 2:06.74 | Q    |
| 5         | 1          | 6      | Zhang Yufei        | Cina          | 2:06.95 | Q    |
| 6         | 2          | 5      | Hali Flickinger    | Stati Uniti   | 2:07.02 | Q    |
| 7         | 1          | 2      | Brianna Throssell  | Australia     | 2:07.19 | Q    |
| 8         | 1          | 4      | Cammile Adams      | Stati Uniti   | 2:07.22 | Q    |
| 9         | 1          | 3      | Suzuka Hasegawa    | Giappone      | 2:07.33 |      |
| 10        | 1          | 5      | Liliána Szilágyi   | Ungheria      | 2:07.34 |      |
| 11        | 2          | 2      | Franziska Hentke   | Germania      | 2:07.67 |      |
| 12        | 2          | 7      | Martina van Berkel | Svizzera      | 2:07.90 |      |
| 13        | 2          | 1      | An Se-hyeon        | Corea del Sud | 2:08.69 |      |
| 14        | 2          | 8      | Alessia Polieri    | Italia        | 2:09.35 |      |
| 15        | 1          | 1      | Anja Klinar        | Slovenia      | 2:09.44 |      |
| 16        | 1          | 8      | Audrey Lacroix     | Canada        | 2:09.95 |      |

### Finale
| Posizione | Corsia | Nome              | Nazionalità | Tempo   | Note |
| --------- | ------ | ----------------- | ----------- | ------- | ---- |
| Oro       | 5      | Mireia Belmonte   | Spagna      | 2:04.85 |      |
| Argento   | 4      | Madeline Groves   | Australia   | 2:04.88 |      |
| Bronzo    | 6      | Natsumi Hoshi     | Giappone    | 2:05.20 |      |
| 4         | 8      | Cammile Adams     | Stati Uniti | 2:05.90 |      |
| 5         | 3      | Zhou Yilin        | Cina        | 2:07.37 |      |
| 6         | 2      | Zhang Yufei       | Cina        | 2:07.40 |      |
| 7         | 7      | Hali Flickinger   | Stati Uniti | 2:07.71 |      |
| 8         | 1      | Brianna Throssell | Australia   | 2:07.87 |      |